# Lévis (circonscription provinciale)
Circonscription électorale provinciale du Canada
Lévis est une circonscription électorale québécoise située dans la ville de Lévis, dans la région Chaudière-Appalaches. 

## Historique
La circonscription de Lévis est créée en 1853, sous le régime du Canada-Uni, détachée de Dorchester. Elle est conservée lors de la Confédération canadienne et constitue donc une des 65 circonscriptions de 1867. Lors de la refonte de la carte électorale de 1972, la partie sud-est de Lévis est cédée à la nouvelle circonscription de Beauce-Nord. En 1988, elle cède quelques municipalités de sa partie sud-ouest à la nouvelle circonscription de Chutes-de-la-Chaudière mais récupère Pintendre et Saint-Henri de Beauce-Nord. En 2001 Saint-Henri est cédé à la circonscription de Bellechasse mais Saint-Romuald est réintégré dans Lévis. La refonte de 2011 apporte un nouveau changement alors que toute la partie de la circonscription située au sud de l'autoroute Jean-Lesage passe dans Bellechasse.
Sauf pour une période de 27 ans allant de 1976 à 2003 où le Parti québécois a conservé la circonscription, Lévis a connu beaucoup d'alternance entre les différents partis.

## Territoire et limites
Depuis 2011, la circonscription comprend les parties des arrondissements Desjardins et Les Chutes-de-la-Chaudière-Est situées au nord de l'autoroute Jean-Lesage.

## Liste des députés

### Avant 1867
- 1854-1861 : François-Xavier Lemieux (oncle) - Membre du groupe canadien-français et Réformiste
- 1861-1867 : Joseph-Godéric Blanchet - Parti conservateur

### Depuis 1867
| Années | Années          | Député                          | Parti                 |
| ------ | --------------- | ------------------------------- | --------------------- |
|        | 1867 - 1871     | Joseph-Godéric Blanchet         | Conservateur          |
|        | 1871 - 1875     | Joseph-Godéric Blanchet         | Conservateur          |
|        | 1875 - 1878     | Étienne-Théodore Paquet         | Libéral               |
|        | 1878 - 1879     | Étienne-Théodore Paquet         | Libéral               |
|        | 1879 - 1881     | Étienne-Théodore Paquet         | Conservateur          |
|        | 1881 - 1883     | Étienne-Théodore Paquet         | Conservateur          |
|        | 1883 - 1986     | François-Xavier Lemieux (neveu) | Libéral               |
|        | 1886 - 1890     | François-Xavier Lemieux (neveu) | Libéral               |
|        | 1890 - 1892     | François-Xavier Lemieux (neveu) | Libéral               |
|        | 1892 - 1897     | Angus Baker                     | Conservateur          |
|        | 1897            | François-Xavier Lemieux (neveu) | Libéral               |
|        | 1897 - 1898     | Nazaire-Nicolas Olivier         | Libéral               |
|        | 1898 - 1900     | Charles Langelier               | Libéral               |
|        | 1900 - 1901     | Charles Langelier               | Libéral               |
|        | 1901 - 1904     | Jean-Cléophas Blouin            | Libéral               |
|        | 1904 - 1908     | Jean-Cléophas Blouin            | Libéral               |
|        | 1908 - 1911     | Jean-Cléophas Blouin            | Libéral               |
|        | 1911 - 1912     | Laetare Roy                     | Libéral               |
|        | 1912 - 1916     | Alphonse Bernier                | Conservateur          |
|        | 1916 - 1919     | Alfred-Valère Roy               | Libéral               |
|        | 1919 - 1923     | Alfred-Valère Roy               | Libéral               |
|        | 1923 - 1927     | Alfred-Valère Roy               | Libéral               |
|        | 1927 - 1931     | Alfred-Valère Roy               | Libéral               |
|        | 1931 -1935      | Arthur Bélanger                 | Libéral               |
|        | 1935 - 1936     | Joseph-Théophile Larochelle     | ALN                   |
|        | 1936 - 1939     | Joseph-Théophile Larochelle     | Union nationale       |
|        | 1939 - 1944     | Joseph-Georges Francoeur        | Libéral               |
|        | 1944 - 1948     | Joseph-Théophile Larochelle     | Union nationale       |
|        | 1948 - 1949     | Joseph-Théophile Larochelle     | Union nationale       |
|        | 1949 - 1952     | Joseph-Albert Samson            | Union nationale       |
|        | 1952 - 1956     | Raynold Bélanger                | Libéral               |
|        | 1956 - 1960     | Joseph-Albert Samson            | Union nationale       |
|        | 1960 - 1962     | Roger Roy                       | Libéral               |
|        | 1962 - 1966     | Roger Roy                       | Libéral               |
|        | 1966 - 1970     | Jean-Marie Morin                | Union nationale       |
|        | 1970 - 1973     | Joseph-Aurélien Roy             | Ralliement créditiste |
|        | 1973 - 1976     | Vincent-F. Chagnon              | Libéral               |
|        | 1976 - 1981     | Jean Garon                      | Parti québécois       |
|        | 1981 - 1985     | Jean Garon                      | Parti québécois       |
|        | 1985 - 1989     | Jean Garon                      | Parti québécois       |
|        | 1989 - 1994     | Jean Garon                      | Parti québécois       |
|        | 1994 - 1998     | Jean Garon                      | Parti québécois       |
|        | 1998 - 2003     | Linda Goupil                    | Parti québécois       |
|        | 2003 - 2007     | Carole Théberge                 | Libéral               |
|        | 2007 - 2008     | Christian Lévesque              | Action démocratique   |
|        | 2008 - 2012     | Gilles Lehouillier              | Libéral               |
|        | 2012 - 2014     | Christian Dubé                  | Coalition avenir      |
|        | 2014            | Christian Dubé                  | Coalition avenir      |
|        | 2014 - 2018     | François Paradis                | Coalition avenir      |
|        | 2018 - 2022     | François Paradis                | Coalition avenir      |
|        | 2022 - en cours | Bernard Drainville              | Coalition avenir      |

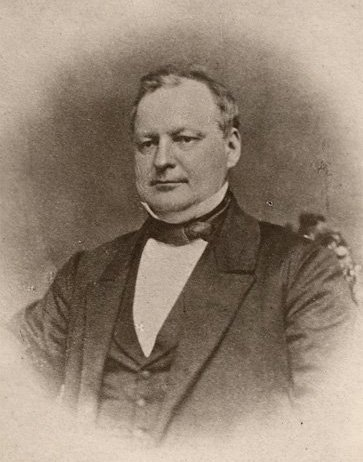
François-Xavier Lemieux (oncle) est député de 1854 à 1861 du district électoral de Lévis.
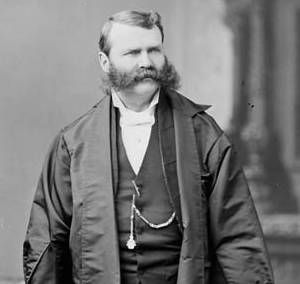
Joseph-Godérich Blanchet est député de 1861 à 1875 du district électoral et la circonscription électorale de Lévis pour le Parti conservateur du Québec.
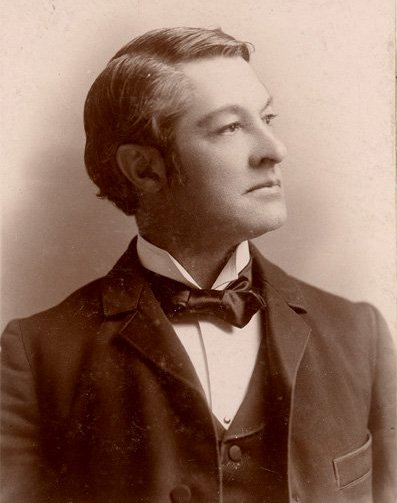
François-Xavier Lemieux (neveu) est député de Lévis de 1883 à 1892 et en 1897 pour le Parti libéral du Québec.
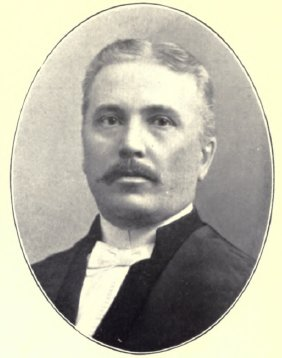
Charles Langelier est député de Lévis de 1898 à 1901 pour le Parti libéral du Québec.
Jean-Cléophas Blouin est député de Lévis de 1901 à 1911 pour le Parti libéral du Québec.
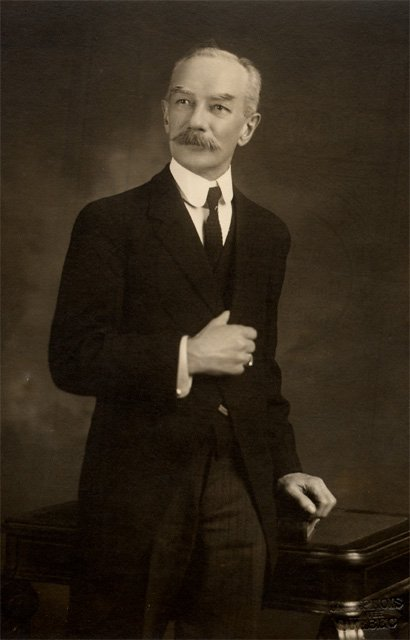
Alphonse Bernier est député de Lévis de 1912 à 1916 pour le Parti conservateur du Québec.
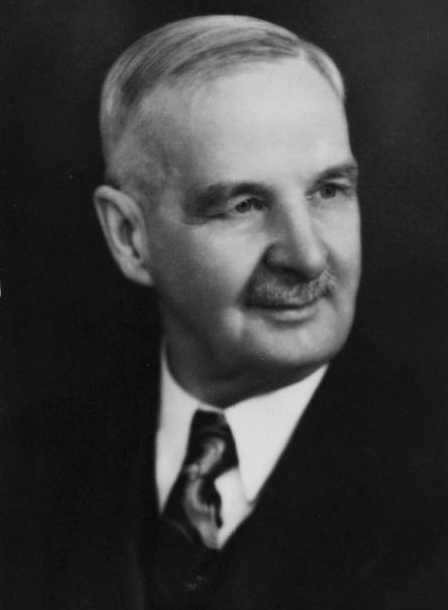
Alfred-Valère Roy est député de Lévis de 1916 à 1931 pour le Parti libéral du Québec.
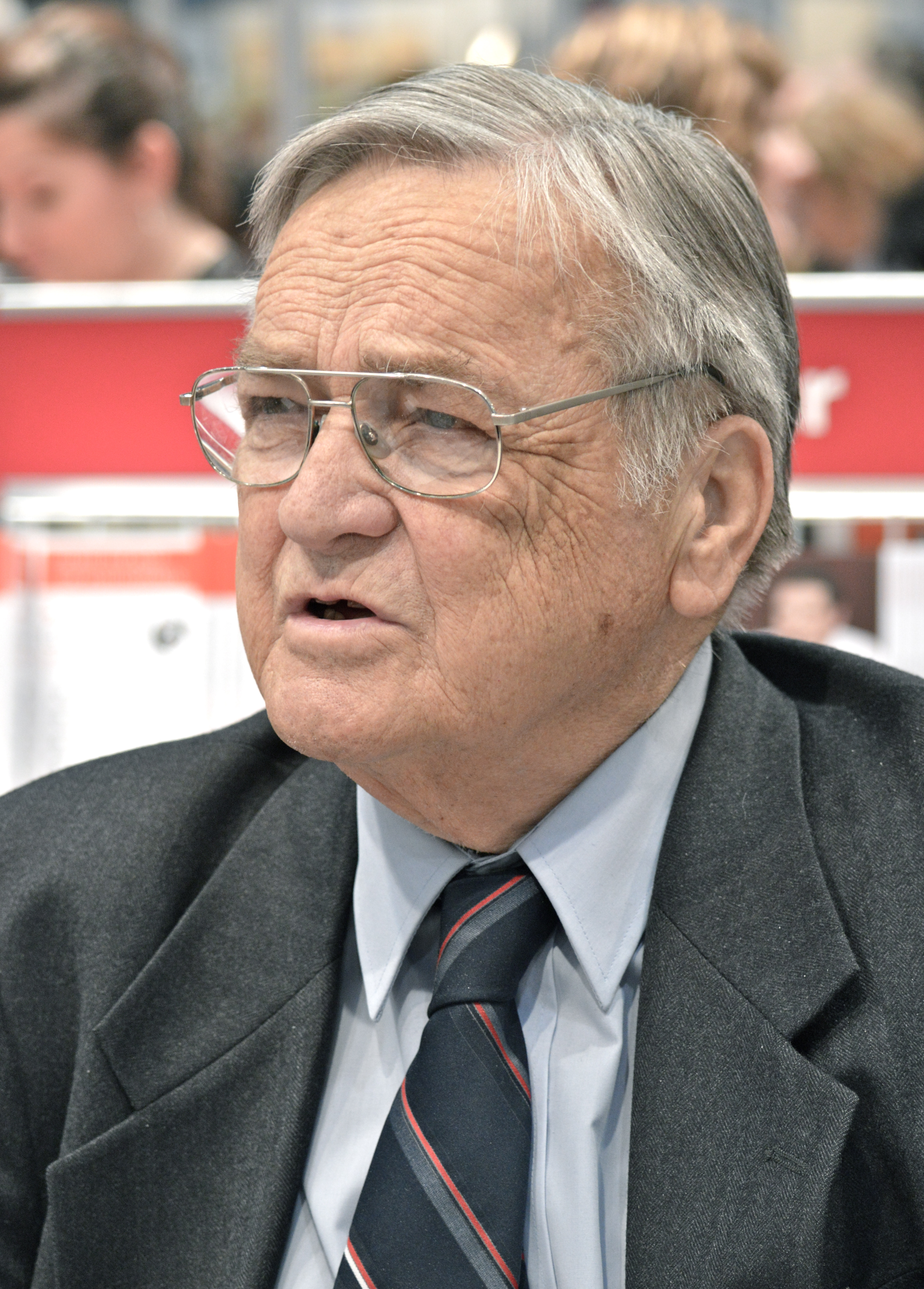
Jean Garon est député de Lévis de 1976 à 1998 pour le Parti québécois.
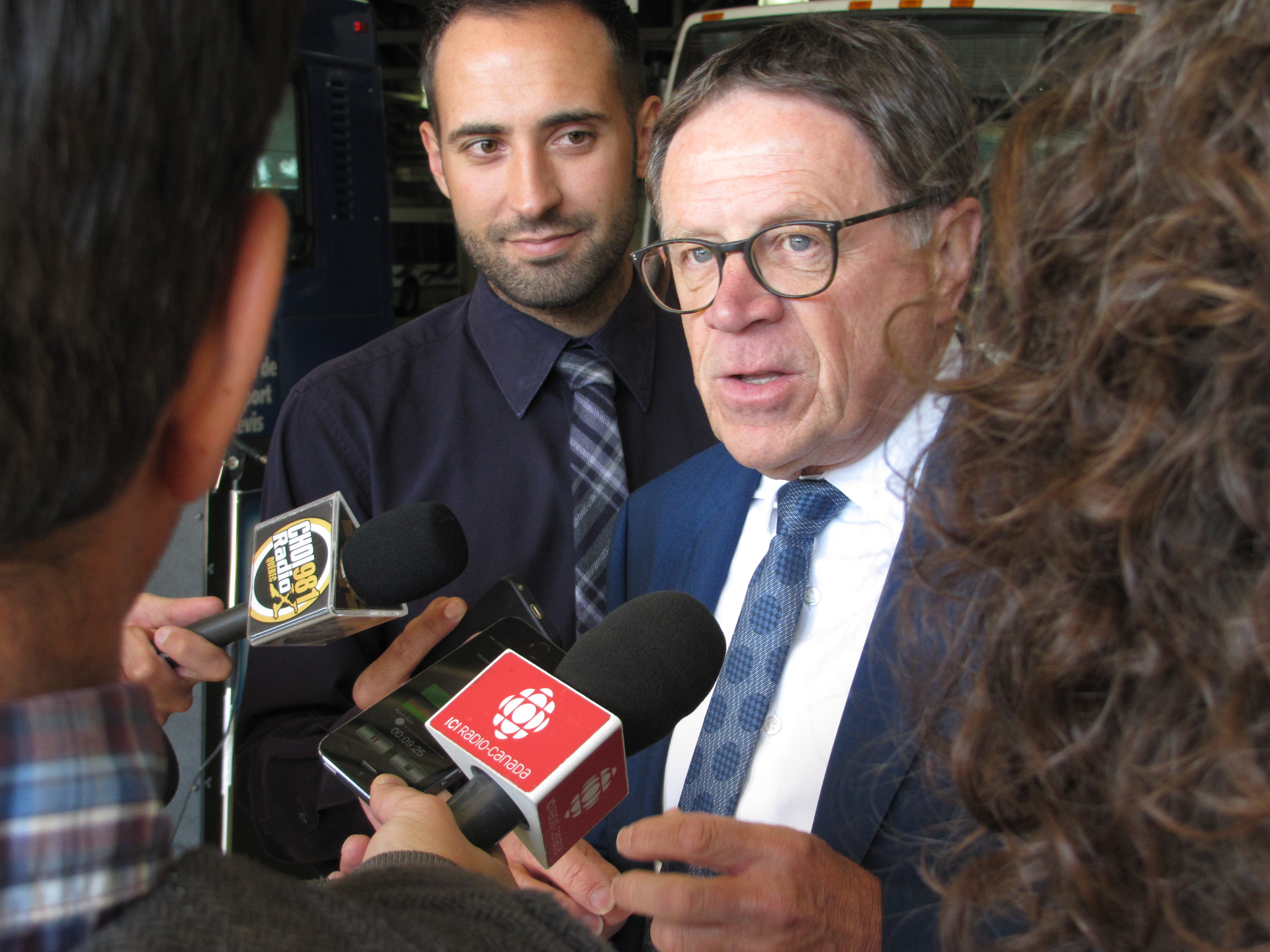
Gilles Lehouillier est député de Lévis de 2008 à 2012 pour le Parti libéral du Québec.
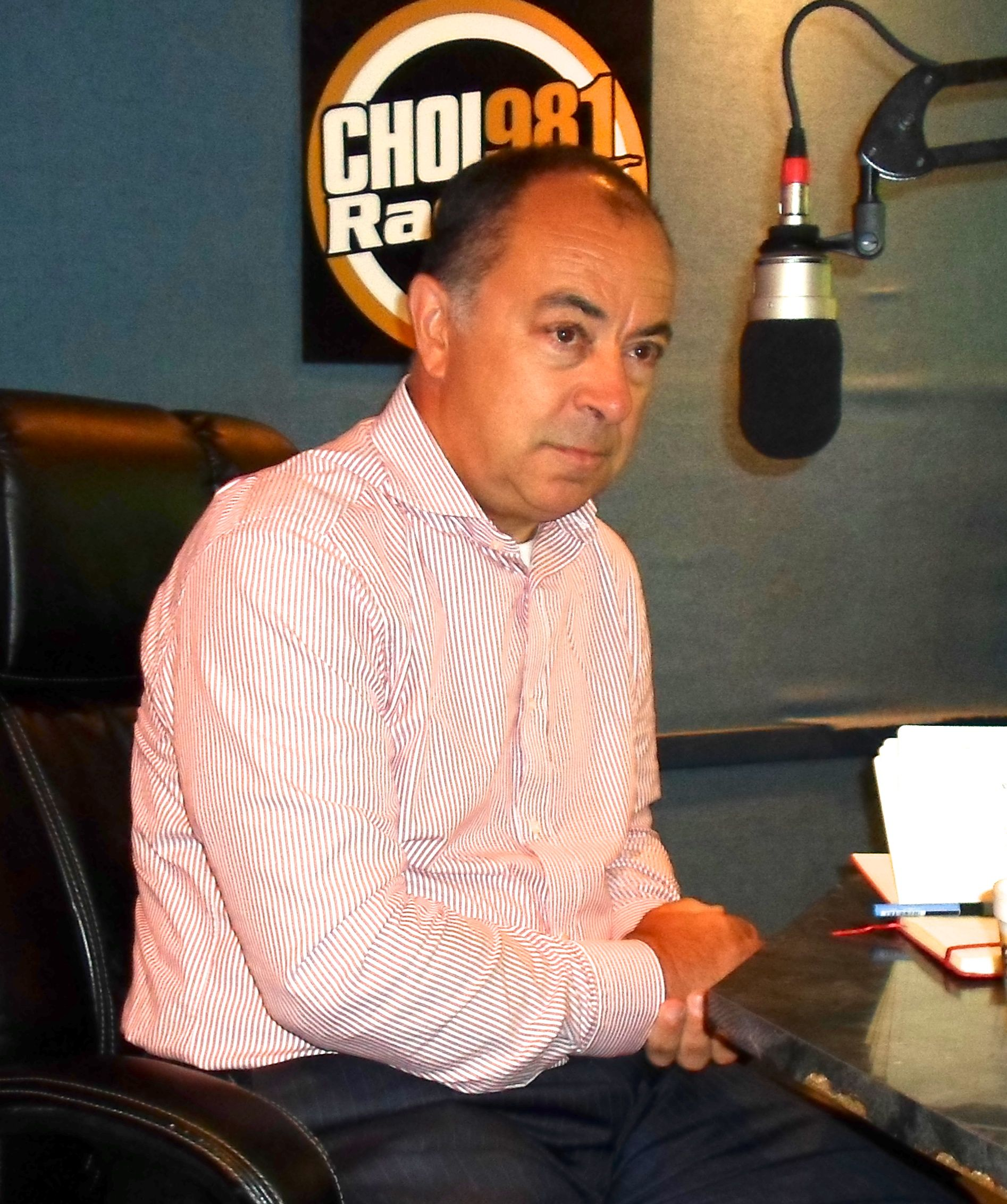
Christian Dubé est député de Lévis de 2012 à 2014 pour la Coalition avenir Québec.
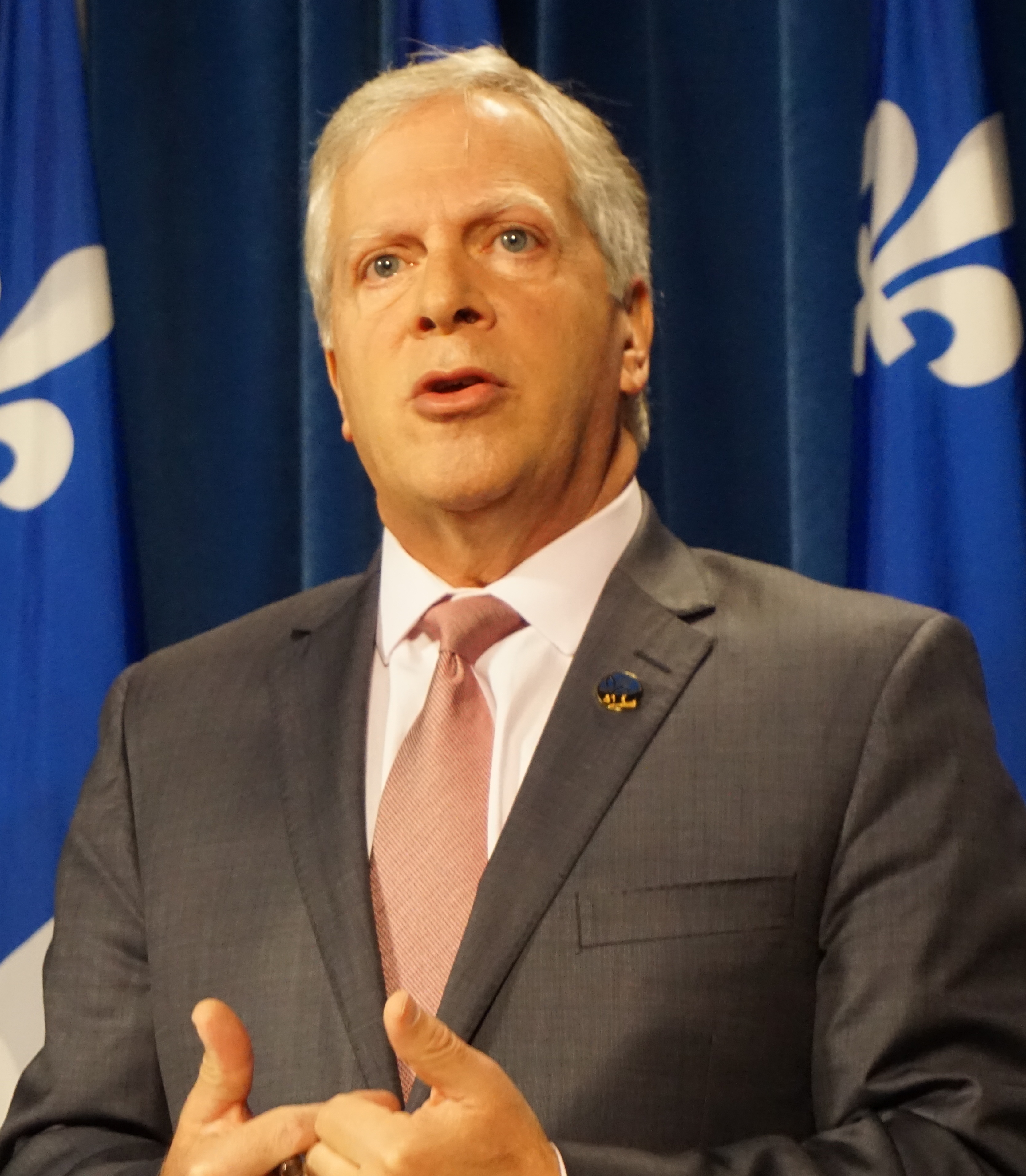
Francois Paradis est député de Lévis de 2014 à 2022 pour la Coalition avenir Québec.
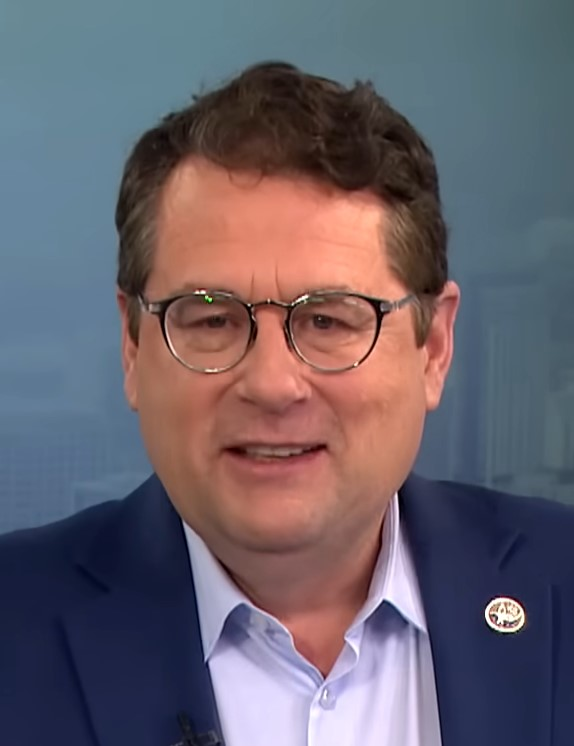
Bernard Drainville est le député de Lévis depuis 2022 pour la Coalition avenir Québec.

## Résultats électoraux

### Évolution pour les principaux partis
| |
| - Union nationale (ancien) - Parti libéral - Crédit social (ancien) - Parti québécois - Action démocratique (ancien) - Québec solidaire - Coalition avenir - Parti conservateur |

### Résultats détaillés
|                                                                                               | Nom                          | Parti            | Nombre de voix | %      | Maj.   |
| --------------------------------------------------------------------------------------------- | ---------------------------- | ---------------- | -------------- | ------ | ------ |
|                                                                                               | Bernard Drainville           | Coalition avenir | 18 051         | 48,8 % | 10 374 |
|                                                                                               | Karine Laflamme              | Conservateur     | 7 677          | 20,8 % | -      |
|                                                                                               | Pierre-Gilles Morel          | Parti québécois  | 4 775          | 12,9 % | -      |
|                                                                                               | Valérie Cayouette-Guilloteau | Québec solidaire | 4 244          | 11,5 % | -      |
|                                                                                               | Richard Garon                | Libéral          | 1 899          | 5,1 %  | -      |
|                                                                                               | Mehdi Lahlou                 | Vert             | 213            | 0,6 %  | -      |
|                                                                                               | André Voyer                  | Climat Québec    | 138            | 0,4 %  | -      |
| Total                                                                                         | Total                        | Total            | 36 997         | 100 %  |        |
| Le taux de participation lors de l'élection était de 73,7 % et 511 bulletins ont été rejetés. |                              |                  |                |        |        |

|                                                                                               | Nom                        | Parti               | Nombre de voix | %      | Maj.   |
| --------------------------------------------------------------------------------------------- | -------------------------- | ------------------- | -------------- | ------ | ------ |
|                                                                                               | François Paradis (sortant) | Coalition avenir    | 19 417         | 57,3 % | 14 516 |
|                                                                                               | Abdulkadir Abkey           | Libéral             | 4 901          | 14,5 % | -      |
|                                                                                               | Georges Goma               | Québec solidaire    | 3 979          | 11,7 % | -      |
|                                                                                               | Pierre-Gilles Morel        | Parti québécois     | 3 475          | 10,3 % | -      |
|                                                                                               | Michel Walters             | Conservateur        | 931            | 2,7 %  | -      |
|                                                                                               | Maude Bussière             | Vert                | 698            | 2,1 %  | -      |
|                                                                                               | Lorraine Chartier          | NPD Québec          | 200            | 0,6 %  | -      |
|                                                                                               | Nancy Fournier             | Citoyens au pouvoir | 174            | 0,5 %  | -      |
|                                                                                               | Stéphane L'heureux-Blouin  | Bloc pot            | 116            | 0,3 %  | -      |
| Total                                                                                         | Total                      | Total               | 33 891         | 100 %  |        |
| Le taux de participation lors de l'élection était de 71,4 % et 525 bulletins ont été rejetés. |                            |                     |                |        |        |

|                                                                                               | Nom                      | Parti                        | Nombre de voix | %      | Maj.  |
| --------------------------------------------------------------------------------------------- | ------------------------ | ---------------------------- | -------------- | ------ | ----- |
|                                                                                               | François Paradis         | Coalition avenir             | 10 110         | 46,8 % | 3 096 |
|                                                                                               | Janet Jones              | Libéral                      | 7 014          | 32,5 % | -     |
|                                                                                               | Alexandre Bégin          | Parti québécois              | 1 788          | 8,3 %  | -     |
|                                                                                               | Yv Bonnier Viger         | Québec solidaire             | 1 654          | 7,7 %  | -     |
|                                                                                               | Adrien D. Pouliot        | Conservateur                 | 503            | 2,3 %  | -     |
|                                                                                               | Alex Tyrrell             | Vert                         | 238            | 1,1 %  | -     |
|                                                                                               | François Thériault       | Option nationale             | 168            | 0,8 %  | -     |
|                                                                                               | Maxime Lapointe          | Indépendant                  | 60             | 0,3 %  | -     |
|                                                                                               | Daniel Lachance          | Unité nationale              | 30             | 0,1 %  | -     |
|                                                                                               | Grégoire Bonneau-Fortier | Parti indépendantiste (2008) | 27             | 0,1 %  | -     |
|                                                                                               | Guy Boivin               | Équipe autonomiste           | 13             | 0,1 %  | -     |
| Total                                                                                         | Total                    | Total                        | 21 605         | 100 %  |       |
| Le taux de participation lors de l'élection était de 46,3 % et 165 bulletins ont été rejetés. |                          |                              |                |        |       |

|                                                                                               | Nom                      | Parti            | Nombre de voix | %      | Maj.  |
| --------------------------------------------------------------------------------------------- | ------------------------ | ---------------- | -------------- | ------ | ----- |
|                                                                                               | Christian Dubé (sortant) | Coalition avenir | 14 131         | 40,5 % | 1 943 |
|                                                                                               | Simon Turmel             | Libéral          | 12 188         | 34,9 % | -     |
|                                                                                               | Sylvie Girard            | Parti québécois  | 5 797          | 16,6 % | -     |
|                                                                                               | Yv Bonnier Viger         | Québec solidaire | 2 147          | 6,2 %  | -     |
|                                                                                               | Sébastien Roy            | Conservateur     | 274            | 0,8 %  | -     |
|                                                                                               | Nicolas Belley           | Option nationale | 252            | 0,7 %  | -     |
|                                                                                               | Paul Biron               | Unité nationale  | 107            | 0,3 %  | -     |
| Total                                                                                         | Total                    | Total            | 34 896         | 100 %  |       |
| Le taux de participation lors de l'élection était de 75,4 % et 396 bulletins ont été rejetés. |                          |                  |                |        |       |

|                                                                                               | Nom                          | Parti              | Nombre de voix | %      | Maj.  |
| --------------------------------------------------------------------------------------------- | ---------------------------- | ------------------ | -------------- | ------ | ----- |
|                                                                                               | Christian Dubé               | Coalition avenir   | 14 528         | 39,9 % | 3 273 |
|                                                                                               | Gilles Lehouillier (sortant) | Libéral            | 11 255         | 30,9 % | -     |
|                                                                                               | Stéphane Labrie              | Parti québécois    | 7 302          | 20 %   | -     |
|                                                                                               | Valérie C. Guilloteau        | Québec solidaire   | 1 904          | 5,2 %  | -     |
|                                                                                               | Nathaly Dufour               | Option nationale   | 669            | 1,8 %  | -     |
|                                                                                               | Luc Harvey                   | Conservateur       | 259            | 0,7 %  | -     |
|                                                                                               | Patrick Vallières            | Classe moyenne     | 242            | 0,7 %  | -     |
|                                                                                               | Yvan Rodrigue                | Parti équitable    | 126            | 0,3 %  | -     |
|                                                                                               | Carl Michaud                 | Équipe autonomiste | 76             | 0,2 %  | -     |
|                                                                                               | Paul Biron                   | Unité nationale    | 75             | 0,2 %  | -     |
| Total                                                                                         | Total                        | Total              | 36 436         | 100 %  |       |
| Le taux de participation lors de l'élection était de 79,3 % et 426 bulletins ont été rejetés. |                              |                    |                |        |       |

### Référendums
|  | Référendum                     | % du OUI | % du NON | Taux de participation |
|  | Référendum de 1980             | 49,57 %  | 50,43 %  | 88,03 %               |
|  | Accord de Charlottetown (1992) | 32,55 %  | 67,45 %  | 83,53 %               |
|  | Référendum de 1995             | 56,54 %  | 43,46 %  | 93,96 %               |